# Сейсмостойкое строительство

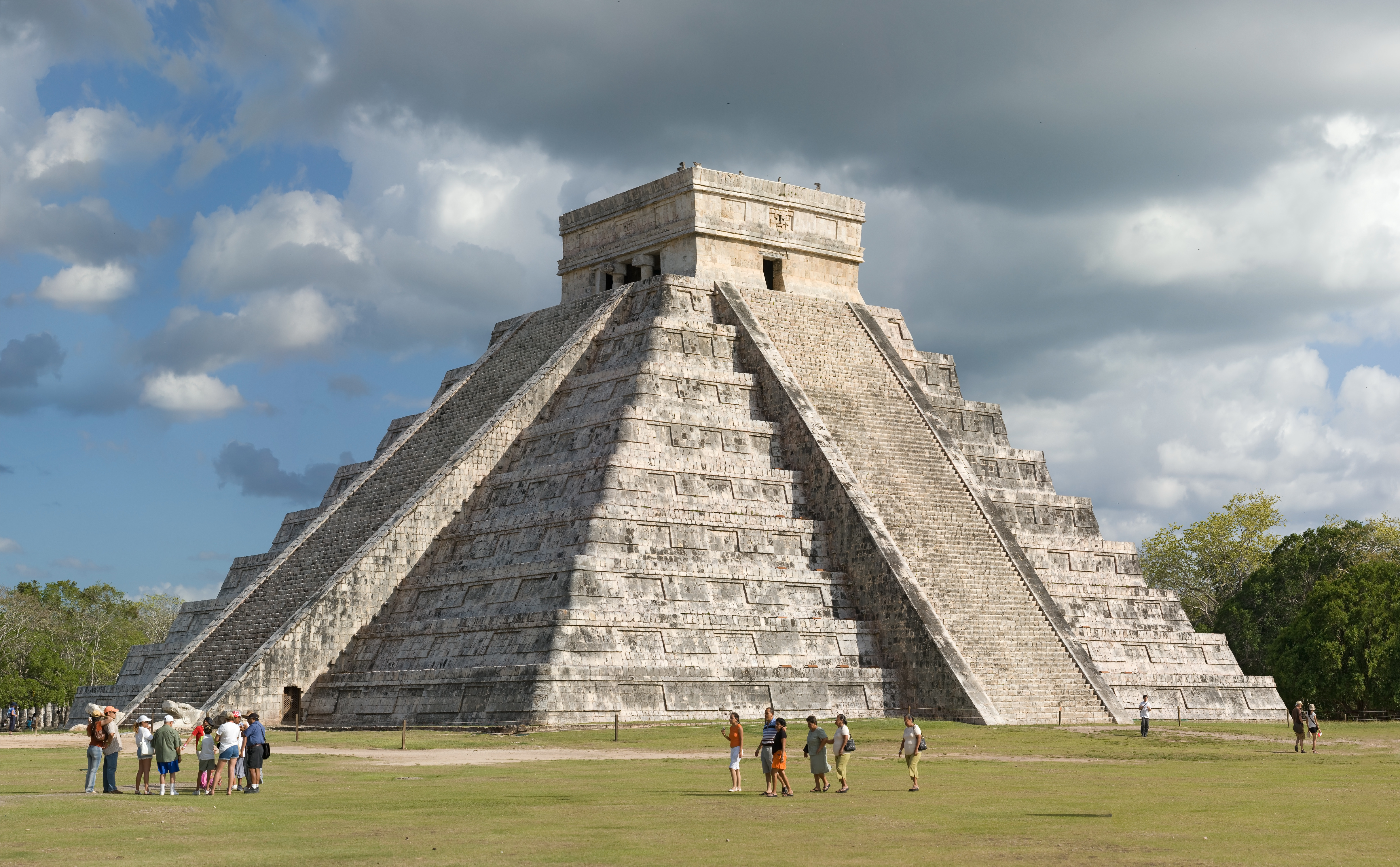
Сейсмически прочная и массивная пирамида Кукулькана города Чичен-Ица

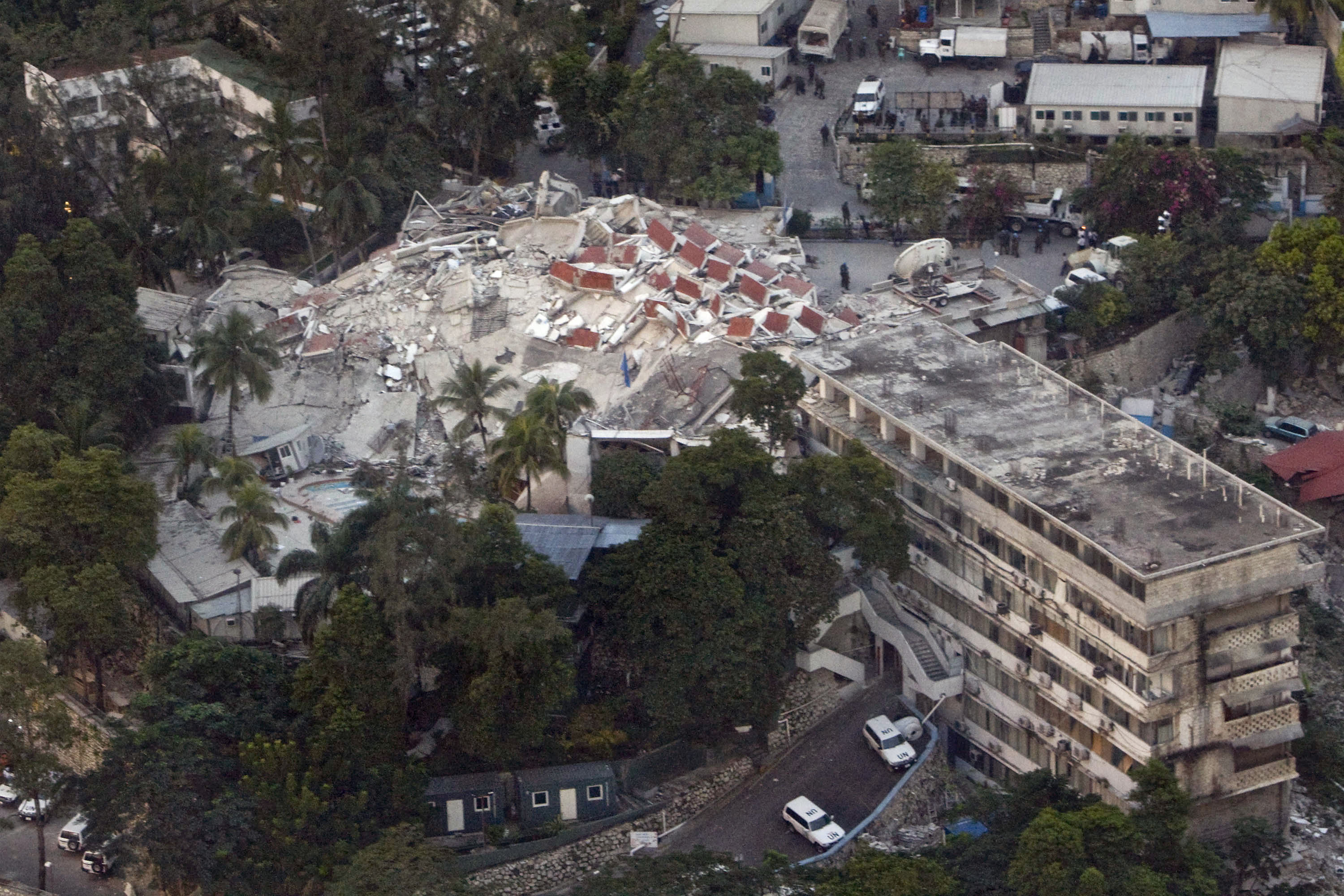
Штаб-квартира ООН в Порт-о-Пренс после землетрясения 12 января 2010 года

Сейсмостойкое строительство — раздел гражданского строительства, специализирующийся в области изучения поведения зданий и сооружений под сейсмическим воздействием в виде сотрясений земной поверхности, потери грунтом своей несущей способности, волн цунами и разработки методов и технологий строительства зданий, устойчивых к сейсмическим воздействиям.
Сейсмостойкое строительство может рассматривать любой строительный объект как фортификационное сооружение, но предназначенное для обороны от специфического противника — землетрясения или вызванных землетрясением катастроф (например, цунами).
Главные задачи сейсмостойкого строительства:
- изучение процессов взаимодействия строительного объекта и неустойчивого основания;
- оценка последствий возможного сейсмического воздействия;
- проектирование, возведение и поддержание в надлежащем состоянии сейсмостойких объектов[1].

Сейсмостойкое сооружение не обязательно должно быть громоздким и дорогим как, например, пирамида Кукулькана в городе Чичен-Ица. В настоящее время наиболее эффективным и экономически целесообразным инструментом в сейсмостойком строительстве является вибрационный контроль сейсмической нагрузки и, в частности, сейсмическая изоляция, позволяющая возводить сравнительно лёгкие и недорогие постройки.

## Сейсмическое нагружение
Сейсмическое нагружение является одним из основных понятий в сейсмостойком строительстве и теории сейсмостойкости и означает приложение колебательного возбуждения землетрясения к различным сооружениям.
Величина сейсмической нагрузки в большинстве случаев зависит от:
- интенсивности, продолжительности и частотных характеристик ожидаемого землетрясения;
- геологических условий площадки строительства;
- динамических параметров сооружения.

Сейсмическое нагружение происходит на поверхностях контакта сооружения с грунтом, либо с соседним сооружением, либо с порождённой землетрясением гравитационной волной цунами. Оно постоянно экзаменует сейсмостойкость сооружения и иногда превышает его возможность выстоять без разрушений.

## Сейсмическая защита

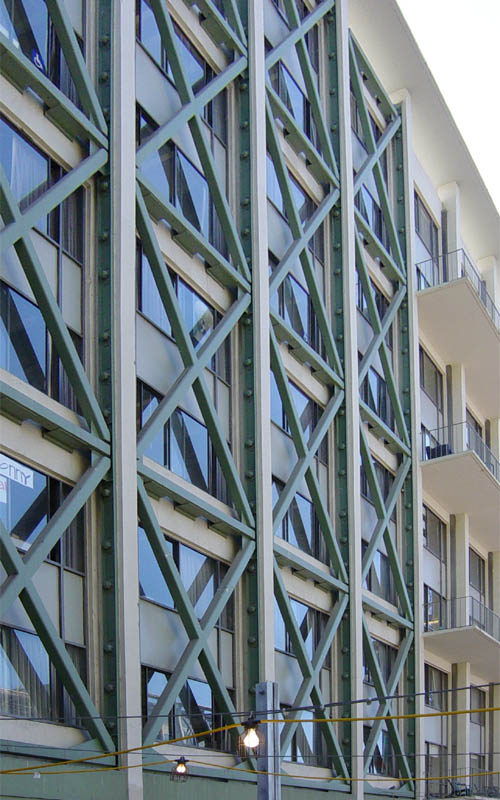
Наружная антисейсмическая стальная ферма спального корпуса Университета Беркли.

Прочность стали примерно в 10 раз выше, чем у самого прочного бетона и каменной или кирпичной кладки, поэтому сейсмостойкость строения обычно достигается использованием мощного стального каркаса или стен, способных выдержать расчётное землетрясение без полного разрушения и с минимальными человеческими жертвами. Примером такой постройки может служить спальный корпус Университета Беркли, усиленный наружной антисейсмической стальной фермой.

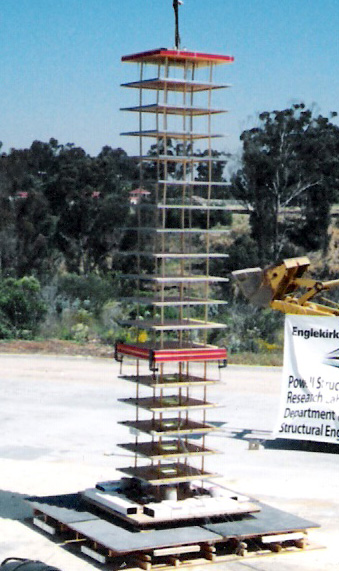
Модель 18-этажного здания на сейсмопротекторе.

Сейсмостойкое строительство, однако, не ставит цели построить практически неразрушимое здание: более целесообразным и экономически обоснованным является задача дать зданию возможность «парить» над трясущейся землёй. Для решения этой задачи применяются сейсмопротекторы — вид сейсмической изоляции, которая резко повышает сейсмостойкость строений.

## Методы сейсмостойкого строительства

### Анализ сейсмостойкости
Анализ сейсмостойкости является инструментом в сейсмостойком строительстве, который служит для лучшего понимания работы зданий и сооружений под сейсмической нагрузкой. Анализ сейсмостойкости основывается на принципах динамики сооружений и антисейсмического проектирования. Самым распространённым методом анализа сейсмостойкости являлся метод спектров реакции, который получил своё развитие в настоящее время. Однако спектры реакции хороши лишь для систем с одной степенью свободы. Использование пошагового интегрирования с трёхмерными диаграммами сейсмостойкости оказываются более эффективным  для систем со многими степенями свободы и со значительной нелинейностью в условиях переходного процесса кинематической раскачки.

### Экспериментальная проверка сейсмостойкости

Две идентичные модели здания при испытании на сейсмоплатформе: правая — на сейсмопротекторе, Сан-Диего.

Исследование сейсмостойкости необходимо для понимания действительной работы зданий и сооружений под сейсмической нагрузкой. Исследования бывают полевые (натурные) и на сейсмоплатформе. Удобнее всего испытывать модель здания на сейсмоплатформе, воссоздающей сейсмические колебания.
Сопутствующие испытания на сейсмоплатформе обычно проводятся, когда необходимо сравнить поведение различных модификаций сооружения при одном и том же сейсмическом нагружении.

### Виброконтроль
Виброконтроль является системой устройств, служащих для уменьшения сейсмической нагрузки на здания. Эти устройства можно классифицировать на пассивные, активные и гибридные.

#### Сухая кладка стен
Основная статья: Сухая кладка

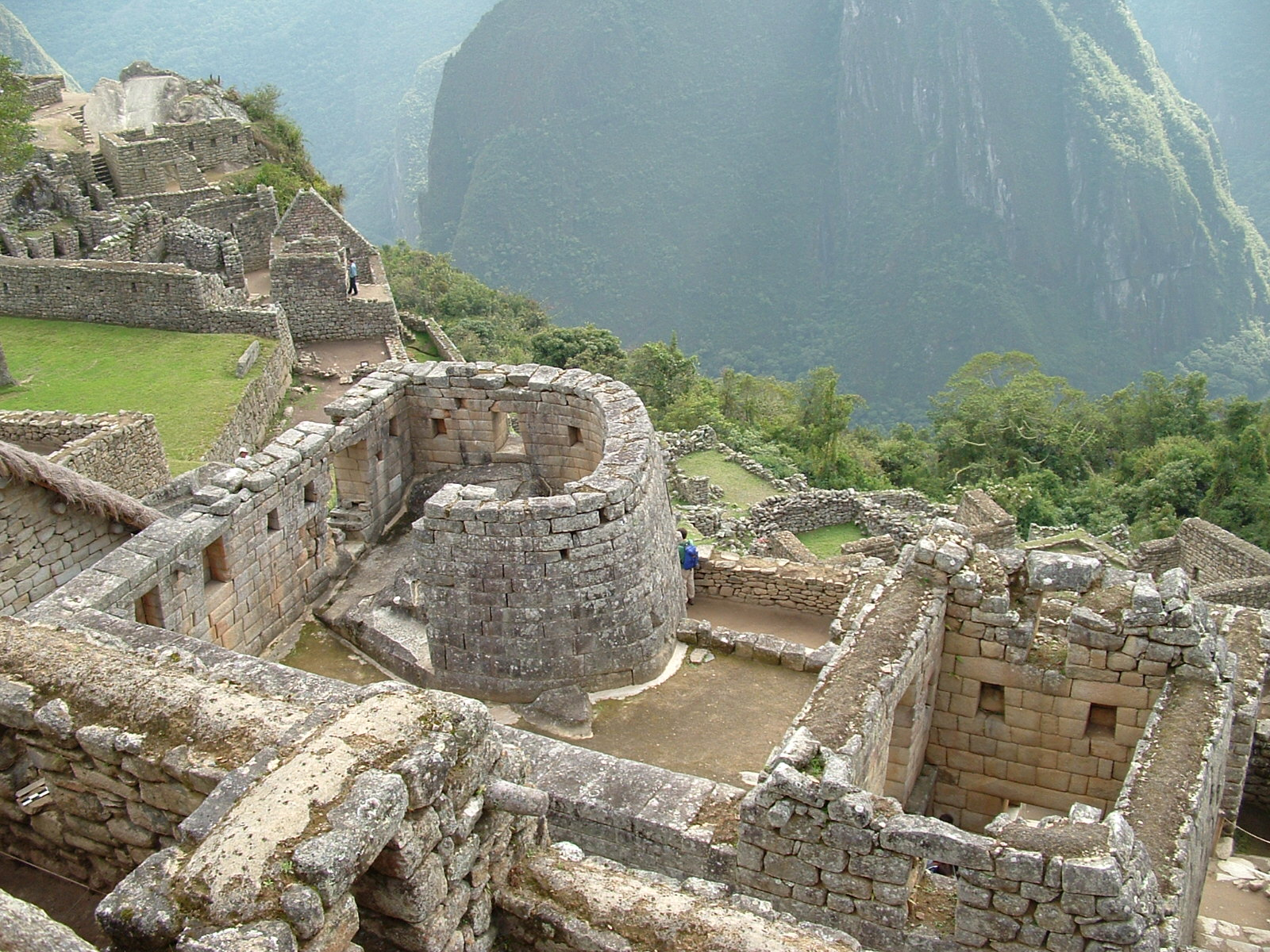
Сухая кладка стен в замке Солнца в Мачу-Пикчу, Перу

Первыми строителями, обратившим особое внимание на сейсмостойкость капитальных построек (в частности, стен зданий), были инки и другие древние жители Перу. Особенностями архитектуры инков является необычайно тщательная и плотная (так, что между блоками нельзя просунуть и лезвия ножа) подгонка каменных блоков (часто неправильной формы и различных размеров) друг к другу без использования строительных растворов. Благодаря этому, кладка не имела резонансных частот и точек концентрации напряжений, обладая дополнительной прочностью свода. При землетрясениях небольшой и средней силы такая кладка оставалась практически неподвижной, а при сильных — камни «плясали» на своих местах, не теряя взаимного расположения и при окончании землетрясения укладывались в прежнем порядке. Эти обстоятельства позволяют считать сухую кладку стен одним из первых в истории устройств пассивного виброконтроля зданий.

#### Сейсмический амортизатор

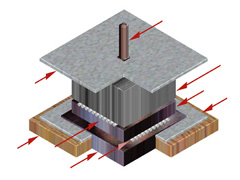
Общий вид сейсмического амортизатора[http://www.ecs.csun.edu/~shustov/001-EPF-03.html

Испытание сейсмического амортизатора в CSUN

Сейсмический амортизатор — это разновидность сейсмической изоляции для защиты зданий и сооружений от потенциально разрушительных землетрясений.
Сейсмические амортизаторы на роликовых подшипниках были установлены в жилом 17-этажном комплексе в Токио.

#### Инерционный демпфер

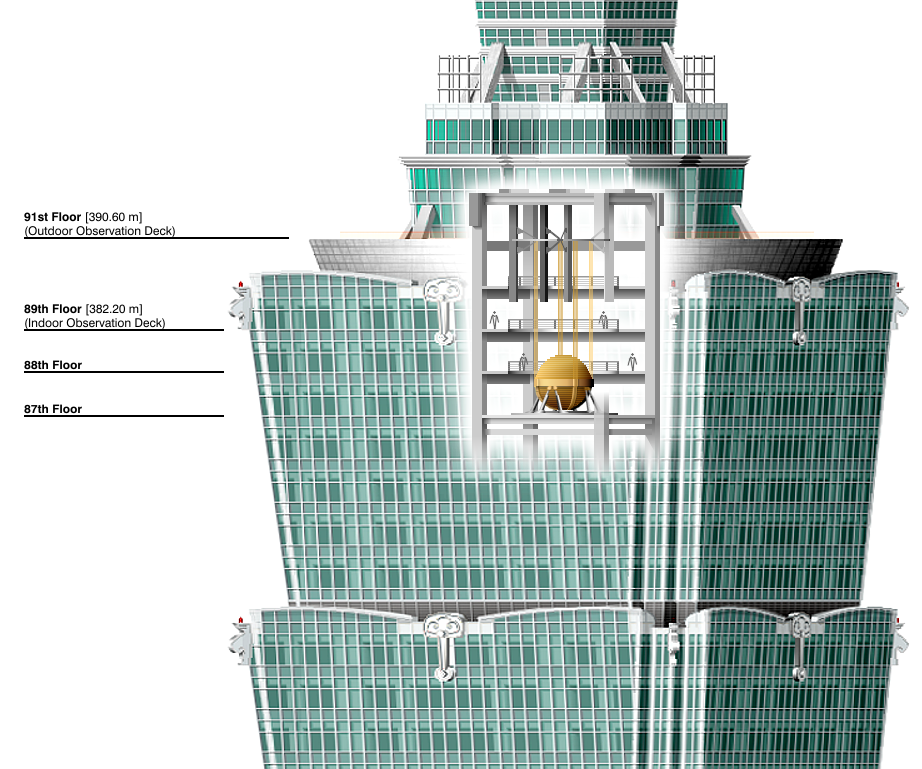
Инерционный демпфер на высотном здании Тайбэй 101

Обычно инерционный демпфер (англ. Tuned Mass Damper), называемый также инерционный гаситель, который является одним из устройств для вибрационного контроля, представляет собой массивный бетонный блок, установленный на высотном здании или другом сооружении, который колеблется с резонансной частотой данного объекта с помощью специального пружиноподобного механизма под сейсмической нагрузкой.
Для этой цели, например, инерционный демпфер небоскрёба Тайбэй 101 оборудован маятниковым подвесом в виде стального шара весом 660 тонн, расположенным между 92-м и 88-м этажами. Два других 6-тонных гасителя колебаний расположены на вершине шпиля и призваны гасить колебания верхней части здания.

#### Гистерезисный демпфер
Гистерезисный демпфер (англ. Hysteretic damper) предназначен для улучшения работы зданий и сооружений под сейсмической нагрузкой за счёт диссипации сейсмической энергии, проникающей в эти здания и сооружения. Имеются, в основном, четыре группы гистерезисных демпферов, а именно:
- жидкостный вязкоупругий демпфер;
- твёрдый вязкоупругий демпфер;
- металлический вязкотекучий демпфер;
- демпфер сухого трения.

Каждая группа демпферов имеет свою специфику, свои достоинства и недостатки, которые следует учитывать при их применении.

#### Демпфирование вертикальной конфигурацией

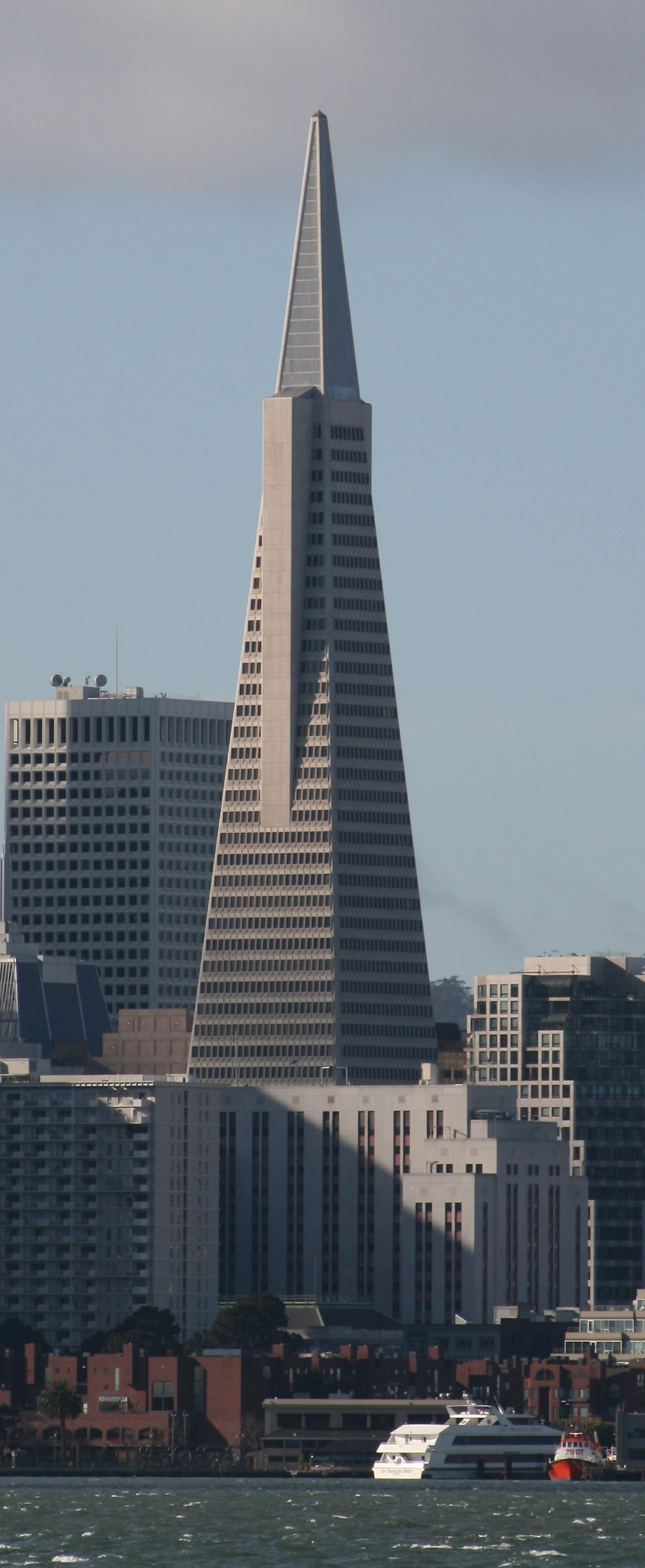
Здание Transamerica Pyramid в Сан-Франциско, Калифорния

Демпфирование вертикальной конфигурацией (англ. Building elevation control) предназначено для улучшения работы зданий и сооружений под сейсмической нагрузкой за счёт предотвращения резонансных колебаний с помощью дисперсии сейсмической энергии проникающей в эти здания и сооружения. Пирамидальные постройки не перестают привлекать внимание архитекторов и инженеров также благодаря их большей устойчивости при ураганах и землетрясениях.

Сравнительные испытания на вибростоле: слева — обычная модель здания, справа — модель, демпфированная вертикальной конфигурацией здания

Конический профиль здания не является обязательным для этого метода вибрационного контроля. Аналогичный эффект может быть достигнут с помощью соответствующей конфигурации таких характеристик как массы этажей и их жёсткости.

#### Многочастотный успокоитель колебаний

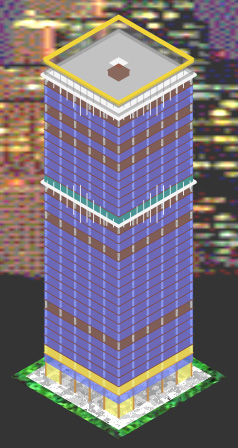
Высотное здание с многочастотным успокоителем

Многочастотный успокоитель колебаний (англ. Multi-Frequency Quieting Building System, МУК) является системой устройств для вибрационного контроля, установленной на высотном здании или другом сооружении, которая колеблется с определёнными резонансными частотами данного объекта под сейсмической нагрузкой.
Каждый МУК включает в себя ряд междуэтажных диафрагм, обрамлённых набором выступающих консолей с различными периодами собственных колебаний и работающих как инерционные демпферы. Использование МУК позволяет сделать здание как функциональным, так и архитектурно привлекательным.

#### Приподнятое основание здания

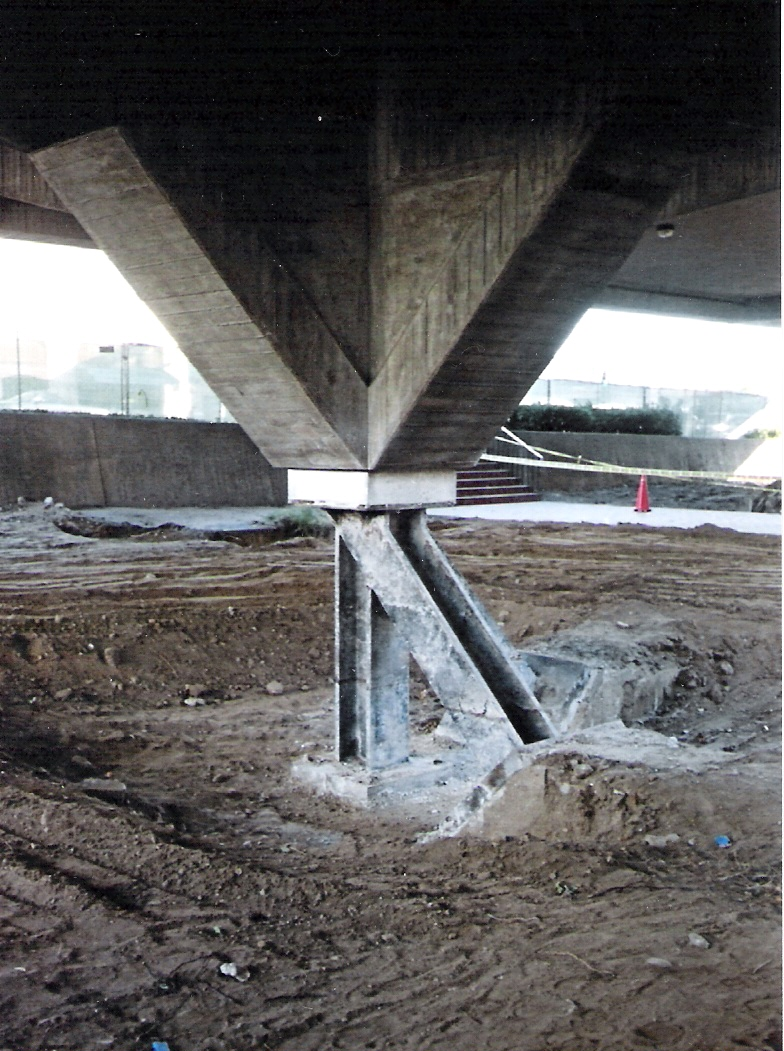
Реконструкция пяты свода приподнятого основания

Приподнятое основание здания (англ. Elevated building foundation) является инструментом вибрационного контроля в сейсмостойком строительстве, который может улучшить работу зданий и сооружений под сейсмической нагрузкой.
Эффект приподнятого основания здания (ПОЗ) основан на следующем. В результате многократных отражений, дифракций и диссипаций сейсмических волн в процессе их распространения внутри ПОЗ, передача сейсмической энергии в надстройку (верхнюю часть здания) оказывается сильно ослабленной.
Эта цель достигается за счёт соответствующего подбора строительных материалов, конструктивных размеров, а также конфигурации ПОЗ для конкретной площадки строительства.

#### Свинцово-резиновая опора

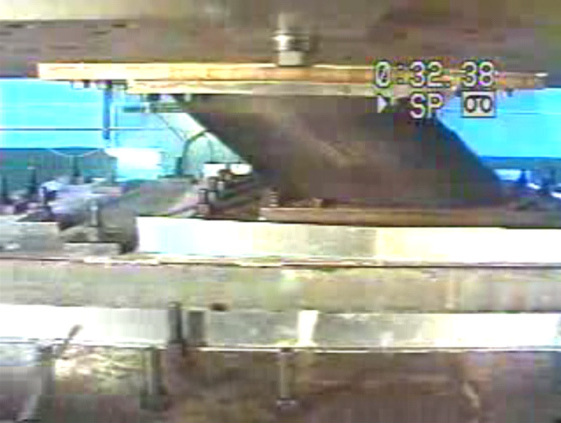
Вибрационное испытание свинцово-резиновой опоры

Свинцово-резиновая опора (англ. Lead Rubber Bearing) — это сейсмическая изоляция, предназначенная для улучшения работы зданий и сооружений под сейсмической нагрузкой за счёт интенсивного демпфирования сейсмической энергии, проникающей через фундаменты в эти здания и сооружения. На изображении показано испытание свинцово-резиновой опоры сделанной из резинового цилиндра со свинцовым сердечником.
Однако механически податливые системы, какими являются сейсмически изолированные сооружения со сравнительно низкой горизонтальной жёсткостью, но со значительной так называемой демпфирующей силой, могут испытывать значительные перегрузки, вызванные при землетрясении как раз этой силой.

#### Пружинный демпфер

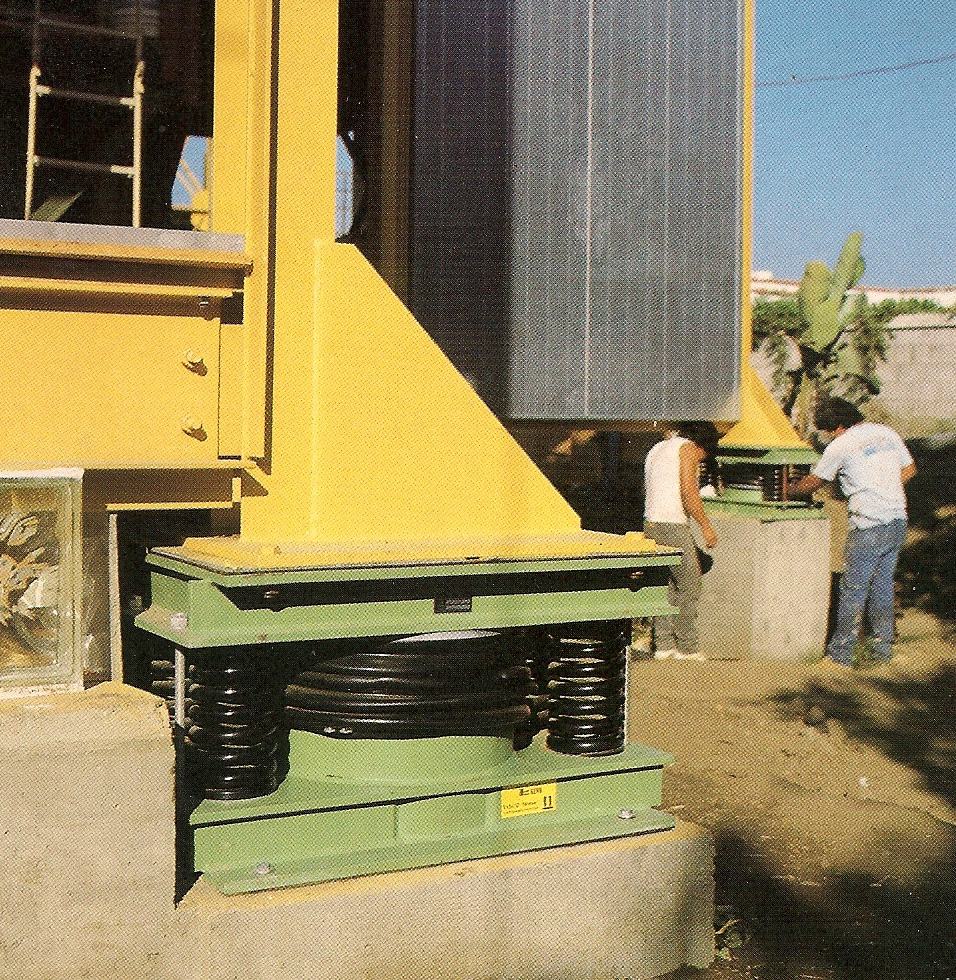
Пружинный демпфер под трёхэтажным домом

Пружинный демпфер (англ. Springs-with-damper Base Isolator) является изолирующим устройством, подобным по замыслу свинцово-резиновой опоре. Два небольших трёхэтажных дома с такими устройствами, расположенными в Санта-Монике (Калифорния), были проэкзаменованы Нортриджским землетрясением в 1994 году. Анализ результатов показал, что реальная стойкость зданий оказалась в несколько раз хуже прогнозируемых.

#### Фрикционно-маятниковая опора
Фрикционно-маятниковая опора (англ. Friction Pendulum Bearing) — это сейсмическая изоляция, являющаяся инструментом вибрационного контроля в сейсмостойком строительстве, который может улучшить работу зданий и сооружений под сейсмической нагрузкой, состоящая из следующих основных элементов:
- сферически вогнутая поверхность скольжения;
- сферический ползунок;
- ограничительный цилиндр.

## Исследование сейсмостойкости
Исследование сейсмостойкости включает в себя как полевые, так и аналитические и лабораторные эксперименты, имеющие целью объяснение известных фактов либо пересмотр общепринятых взглядов в свете вновь открытых фактов и теоретических разработок. Основным практическим методом получения новых знаний по-прежнему остаётся обследование повреждённых при землетрясениях сооружений.
Ведущими научно-исследовательскими организациями в области сейсмостойкойсти являются:
- Earthquake Engineering Research Institute
- Earthquake Engineering Research Center
- Pacific Earthquake Engineering Research Center
- John A. Blume Earthquake Engineering Center
- Consortium of Universities for Research in Earthquake Engineering
- Multidisciplinary Center for Earthquake Engineering Research
- Сеть инженерно-сейсмического моделирования и др.